# 间苯胺黄
间苯胺黄（酸性黄36）是一种偶氮染料。在分析化学中，间苯胺黄可用作酸碱指示剂，它的变色范围是pH值1.2 - 3.2，从红色变为黄色。
虽然间苯胺黄没有被批准作为食物染色剂，但在印度，间苯胺黄有被部分商家充当姜黄粉和木豆的混淆品。
相关的动物研究表明，间苯胺黄具有神经毒性和肝毒性。